# Tukats Sándor
Tukats Sándor János (Szeged, 1893. július 27. – Keszthely, 1966. január 2.) magyar gyógyszerészprofesszor, egyetemi tanár, politikus, főispán.

## Életpályája
1910-ben érettségizett a szegedi kegyes tanítórendi katolikus gimnáziumban. Egyetemi tanulmányait Kolozsváron és Szegeden végezte el; 1922-ben doktorált. Előtte gyógyszerészi diplomát szerzett. Budapesten kezdett dolgozni. Később Szegedre került, ahol az egyetem gyógyszerismereti intézetében dolgozott tovább. 1925-ben adjuntus lett. 1933-ban habilitált a gyógyszerismereti vizsgálati módszerek és a hazai gyógynövények tárgyköréből. 1937-ben egyetemi tanárrá nevezték ki. 1939-ben távozott a Gyógyszerismereti Intézetből. 1939-ben Szeged főispánja lett.1944-ig volt főispán. 1945-ben elítélték a zsidótörvények végrehajtásáért.
Irodalmi munkássága során leginkább szövettani, kémiai és bakteriológiai vizsgálatokkal foglalkozott. A háború alatt a szerb és román fronton harcolt.

## Családja
Szülei Tukacs József és Bozsó Anna voltak.1941-ben, Szegeden házasságot kötött Leinzinger Máriával.

## Díjai
- koronás arany érdemkereszt a vitézi é. szalagján
- magyar és bolgár báb e. é.